# Fumio Kyūma
Fumio Kyūma (jap. 久間章生 Kyūma Fumio) (ur. 4 grudnia 1940 w Minami-Shimabara w prefekturze Nagasaki) – japoński polityk, członek Partii Liberalno-Demokratycznej.
W 1964 r. ukończył studia na Uniwersytecie Tokijskim i podjął pracę w Ministerstwie Rybołówstwa i Lasów. W 1971 osiągnął drugi wynik w wyborach w swojej prefekturze. Funkcję w izbie reprezentantów pełnił przez 3 kolejne kadencje. W latach 1996–1998 po raz pierwszy sprawował funkcję ministra obrony Japonii w rządzie Ryūtarō Hashimoto, a po jego odejściu pełnił różne funkcje w rządzie Jun'ichiro Koizumiego. We wrześniu 2006 roku został ponownie ministrem obrony. W grudniu 2006 r. skrytykował premiera Jun'ichiro Koizumi za wysłanie wojsk do Iraku, a 30 czerwca 2007 r. usprawiedliwiał użycie bomb atomowych przez wojska USA przeciwko ludności Hiroszimy i Nagasaki.. W dniu 3 lipca tego samego roku Kyuma podał się do dymisji.. Został zastąpiony przez Yuriko Koike.